# 利韋爾卡萊爾縣

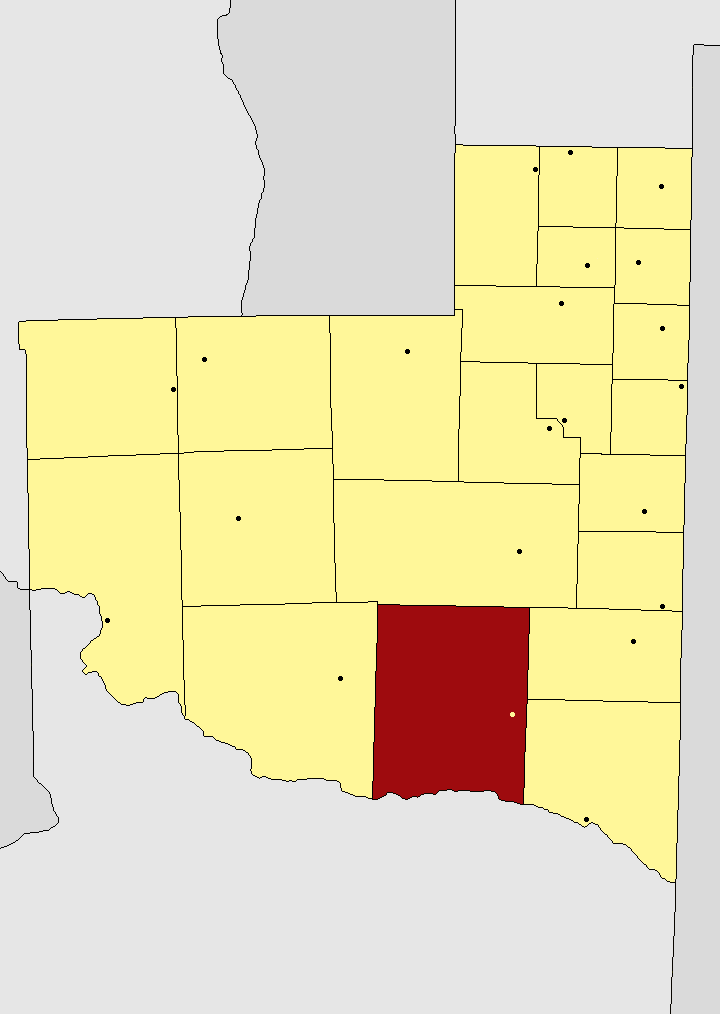

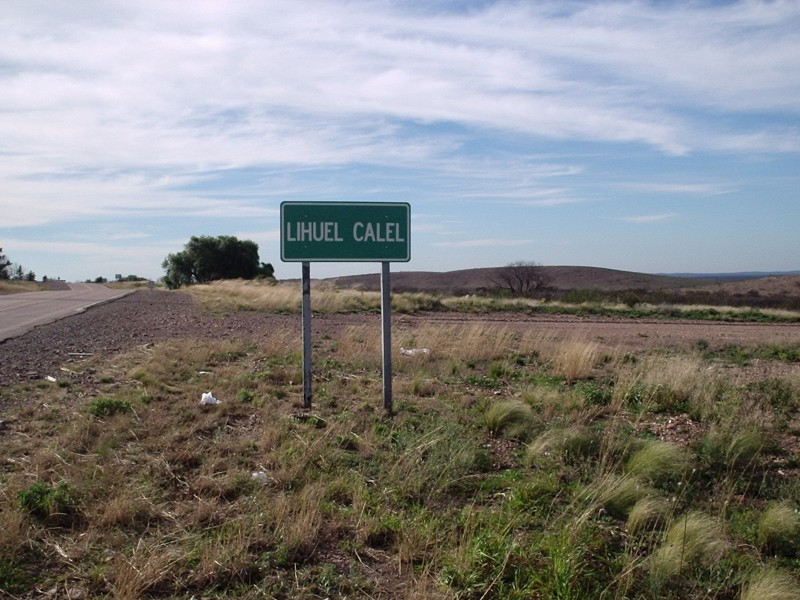

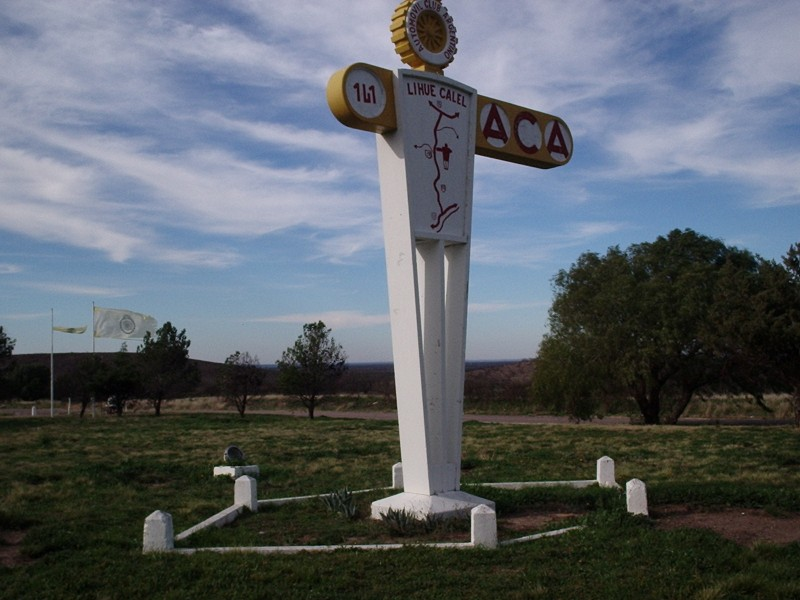

38°19′38″S 64°38′33″W / 38.32722°S 64.64250°W
利韋爾卡萊爾縣（西班牙語：Departamento Lihuel Calel），是阿根廷的縣份，位於該國中部拉潘帕省，首府設於庫奇約科，面積12,460平方公里，2010年人口439，人口密度每平方公里0.03人。